# Jag minns min gröna dal
Jag minns min gröna dal (engelska: How Green Was My Valley) är en amerikansk dramafilm från 1941 i regi av John Ford. Filmen är baserad på Richard Llewellyns roman med samma titel från 1939. I huvudrollerna ses Walter Pidgeon, Maureen O'Hara, Anna Lee, Donald Crisp och Roddy McDowall. Filmen belönades med fem Oscars, bland annat för bästa film.

## Rollista
- Walter Pidgeon – Mr Gruffydd, präst
- Donald Crisp – Gwilym Morgan
- Maureen O'Hara – Angharad Morgan
- Roddy McDowall – Huw Morgan
- Sara Allgood – Mrs Beth Morgan
- Anna Lee – Bronwyn, Ivors fru
- Patric Knowles – Ivor Morgan
- John Loder – Ianto Morgan
- Barry Fitzgerald – Cyfartha, boxningstränare
- Rhys Williams – Dai Bando, boxare
- Morton Lowry – Mr Jonas, skollärare
- Arthur Shields – Mr Parry, diakon
- Frederick Worlock – Dr Richards
- Richard Fraser – Davy Morgan
- Evan S. Evans – Gwilym Morgan Jr
- James Monks – Owen Morgan
- Ethel Griffies – Mrs Nicholas, hushållerska
- Lionel Pape – Mr Evans Sr
- Marten Lamont – Iestyn Evans, hans son
- Ann E. Todd – Ceinwen, skolflicka
- Clifford Severn – Mervyn Phillips, skolmobbare
- Irving Pichel – Huw Morgan som vuxen (filmens osynlige berättare)

## Priser och nomineringar (i urval)
| Priser och nomineringar | Priser och nomineringar      | Priser och nomineringar                  | Priser och nomineringar | Priser och nomineringar |
| Utmärkelse              | Kategori                     | Mottagare                                | Resultat                |                         |
| ----------------------- | ---------------------------- | ---------------------------------------- | ----------------------- | ----------------------- |
| Oscar                   | Bästa film                   |                                          | Vann                    |                         |
| Oscar                   | Bästa regi                   | John Ford                                | Vann                    |                         |
| Oscar                   | Bästa manliga biroll         | Donald Crisp                             | Vann                    |                         |
| Oscar                   | Bästa foto – svartvitt       | Arthur C. Miller                         | Vann                    |                         |
| Oscar                   | Bästa scenografi – svartvitt | Richard Day, Nathan Juran, Thomas Little | Vann                    |                         |
| Oscar                   | Bästa kvinnliga biroll       | Sara Allgood                             | Nominerad               |                         |
| Oscar                   | Bästa ljud                   | Edmund H. Hansen                         | Nominerad               |                         |
| Oscar                   | Bästa manus efter förlaga    | Philip Dunne                             | Nominerad               |                         |
| Oscar                   | Bästa filmmusik              | Alfred Newman                            | Nominerad               |                         |
| Oscar                   | Bästa klippning              | James B. Clark                           | Nominerad               |                         |

1990 valdes filmen in för bevaring i National Film Registrys arkiv.